# Clusia subsessilis
Clusia subsessilis är en tvåhjärtbladig växtart som beskrevs av George Bentham. Clusia subsessilis ingår i släktet Clusia och familjen Clusiaceae. Inga underarter finns listade i Catalogue of Life.